# Lazar iz Betanije
Lazar iz Betanije, poznat i kao Sveti Lazar ili Lazar od četiri dana, sudionik je u istaknutom Isusovom čudu, gdje ga Isus vraća u život, četiri dana nakon Lazarove smrti. Katolička i pravoslavna predaja donese različite prikaze kasnijih događanja u njegovu životu.
U kontekstu sedam čudesa u Evanđelju po Ivanu, Lazarovo je uskrisenje vrhunac u slijedu: služeći kao primjer moći Isusove "nad posljednjim i najotpornijim neprijateljem čovječanstva - smrti. Iz tog mu je razloga dano istaknuto mjesto u Evanđelju."
Osoba po imenu Lazar (latinizirano iz aramejskoga: אלעזר, Elʿāzār, usp. heb. Eleazar — "Bog je moja pomoć") također se spominje u Evanđelju po Luki. Dva biblijska lika po imenu "Lazar" ponekad su povijesno spajana, ali se općenito smatra da su to dvije nepovezane osobe.
Ime Lazar često se pojavljuje u znanosti i popularnoj kulturi kao oznaka za očitu obnovu života; na primjer znanstveni izraz Lazarov takson označava organizme koji se pojavljuju u fosilnom zapisu nakon razdoblja očitoga izumrća. Brojne su i književne uporabe imena.

## Lazarovo uskrisenje

### Biblijski prikaz
Biblijski prikaz Lazarova uskrisenja nalazi se u 11. poglavlju Evanđelja po Ivanu.Lazar je prikazan kao Isusov učenik, koji živi u gradu Betaniji, blizu Jeruzalema. Njegove dvije sestre Marija i Marta poruče Isusu da je Lazar, "onaj koga ljubiš", bolestan. Isus, međutim, ne putuje odmah u Betanije, nego namjerno ostaje još dva dana, prije nego što je krenuo na put.
Po dolasku u Betaniju, Isus zatiče da je Lazar već četiri dana u grobu. Susreće se sa sestrama Martom i Marijom. Marta oplakuje što Isus nije došao ranije kako bi izliječio njezina brata, a Isus odgovara poznatom rečenicom: "Ja sam uskrsnuće i život: tko u mene vjeruje, ako i umre, živjet će. I tko god živi i vjeruje u mene, neće umrijeti nikada. Kasnije slijedi poznata kratka fraza, "I zaplaka Isus".
Ispred židovskoga mnoštva, Isus zatim dolazi pred grob. Unatoč Martinim primjedbama, Isus nalaže da se otkotrlja stijena s ulaza u grob, te izriče molitvu. Zatim poziva Lazara da iziđe ("Lazare, izlazi!"), što on i čini, još uvijek u povojima. Isus zatim poziva da mu se uklone povoji i pušta ga da ode. Prikaz završava izjavom da su mnogi svjedoci toga događaja "povjerovali u njega". Drugi su prenijeli vijest vjerskim poglavarima u Jeruzalemu.
Evanđelje po Ivanu spominje Lazara ponovno u poglavlju 12. Šest dana prije Pashe, kada je Isus raspet, Isus se vraća u Betaniju i Lazar je prisutan na večeri koju poslužuje njegova sestra Marta. Isus i Lazar privlače pozornost mnogih Židova i pripovjedač naglašava da su glavari svećenički odlučili ubiti i Lazara, jer je mnoštvo ljudi povjerovalo u Isusa zbog toga čuda.
Čudo Lazarova uskrisenja, najduži povezani prikaz u Ivanovu Evanđelju osim Muke, vrhunac je Ivanovih "znakova". Objašnjava zašto je mnoštvo tražilo Isusa na Nedjelju palmi i dovelo do Kajfine i Sanhedrinove odluke da se Isusa ubije.

### Prikaz u umjetnosti
Lazarovo je uskrisenje popularna tema u vjerskoj umjetnosti. Dvije najpoznatije slike naslikali su Caravaggio (c. 1609.) i Sebastiano del Piombo (1516.).
Druge istaknute prikaze Lazara slikali su Rembrandt, Van Gogh, Ivor Williams i Walter Sickert.
- Slike Lazarova uskrisenja
- Lazarovo uskrisenje. Bizantska ikona, kraj XVI. – početak XV. stoljeća, (iz kolekcije G. Gamon-Gumuna, ruski muzej)
- Lazarovo uskrisenje, ruska ikona, XV. st., Novgorodska škola (Ruski državni muzej, Sankt-Peterburg)
- Lazarovo uskrisenje, ulje na platnu, c. 1517.–1519., Sebastiano del Piombo (Nacionalna galerija, London)
- Lazarovo uskrisenje, ulje na platnu, c. 1609., Michelangelo Merisi da Caravaggio (Museo Regionale, Messina)
- Lazarovo uskrisenje, 1630.–1631., Rembrandt van Rijn (Los Angeles County Museum of Art, Los Angeles)
- Lazarovo uskrisenje, 1540.–1545., Giuseppe Salviati
- Lazarovo uskrisenje (prema Rembrandtu), ulje na platnu, 1890, Vincent van Gogh (Van Goghov muzej, Amsterdam)
- Lazarovo uskrisenje, 1857., Léon Joseph Florentin Bonnat
- Lazarovo uskrisenje, c. 1504.

## Daljnje predaje o Lazaru iz Betanije
Iako se Lazar više ne spominje u Bibliji, katolička i pravoslavna predaja imaju različite prikaze o njegovu daljnjem životu. Najčešće se povezuje s Ciprom, gdje se tvrdi da je bio prvi biskup u Kitionu (Larnaka) i Provansi gdje se tvrdi da je bio prvi biskup u Marseilleu.

### Biskup u Kitionu
Prema pravoslavnoj predaji, nakon Kristova uskrsnića, Lazar je bio prisiljen pobjeći iz Judeje, zbog govora o zavjerama da ga se ubije, te je došao na Cipar. Tamo su ga Pavao iz Tarza i Barnaba postavili za prvoga biskupa i Kitionu (današnja Larnaka). Tamo je živio još trideset godina, te je nakon smrti tamo pokopan, drugi i posljednji put.
Prema predaji, Lazar se nikad nije smijao za trideset godina nakon što je bio uskrišen, zabrinut viđenjem neotkupljenih duša koje je vidio tijekom četiri dana boravka u podzemlju. Jedina je iznimka bila kad je vidio nekoga kako krade kotao, dodao je uz smijeh: Glina krade glinu.
Godine 890., u Larnaci je pronađen grob s natpisom Lazar prijatelj Kristov. Bizantski car Leon VI. Mudri dao je Lazarove relikvije prenijeti u Konstantinopol, 898. Pravoslavna crkva obilježava prijenos relikvija 17. listopada. Kao nadoknadu gradu, car je dao iznad Lazarova groba podići crkvu njemu u čast, koji stoji i danas. Unutar crkve može se vidjeti mramorni sarkofag.
Nakon opsade Konstantinopola 1204., za vrijeme Drugoga križarskog rata, križari su prenijeli svečeve relikvije u Marseilles u Francusku, kao dio ratnoga plijena. Tamo su nestale, i do danas nisu nađene.
U XVI. stoljeću, ruski monah iz samostana u Pskovu posjetio je Lazarov grob u Larnaci i ponio sa sobom malo dio relikvija. Taj je djelić vjerojatno doveo do izgradnje kapele sv. Lazara u samostanu Pskov, gdje se čuva i danas.

### Biskup u Marseilleu
Na Zapadu, prema drugoj srednjovjekovnoj predaji iz Provanse, Lazara, Mariju i Martu su "Židovi, protivni kršćanstvu, stavili na brod bez jedara, vesala ili kormila, te su oni nakon čudesnoga putovanja, pristali u Provanci, na mjestu koje se zove Saintes-Maries." Obitelj se potom razdvojila i pošla propovijedati u različite dijelove jugoistočne Galije; Lazar je pošao u Marseille. Obrativši tamo mnoge na kršćanstvo, postao je prvi biskup u Marseilleu. Tijekom Domicijanova progona, bio je utamničen te mu je odsječena glava u spilji ispod zatvora koji se danas zove Saint-Lazare. Tijelo mu je kasnije preneseno u Autun, gdje je izgrađena katedrala posvećena njemu u čast. Međutim, stanovnici Marseillea tvrde da posjeduju relikviju njegove glave, koju časte i danas.
Hodočasnici posjećuju još jedan navodni Lazarov grob u Opatiji Vézelay u Burgundiji. U Opatiji Presv. Trojstva u Vendômeu, relikvijar čuva suzu koju je Isus isplakao kod Lazarova groba. Zlatna legenda, sastavljena u XIII. stoljeću, također donosi provansalsku predaju.